# Casa cu cerb din Sighișoara
Casa cu cerb din Sighișoara este un monument istoric aflat pe teritoriul municipiului Sighișoara. În Repertoriul Arheologic Național, monumentul apare cu codul 114523.62.

## Galerie

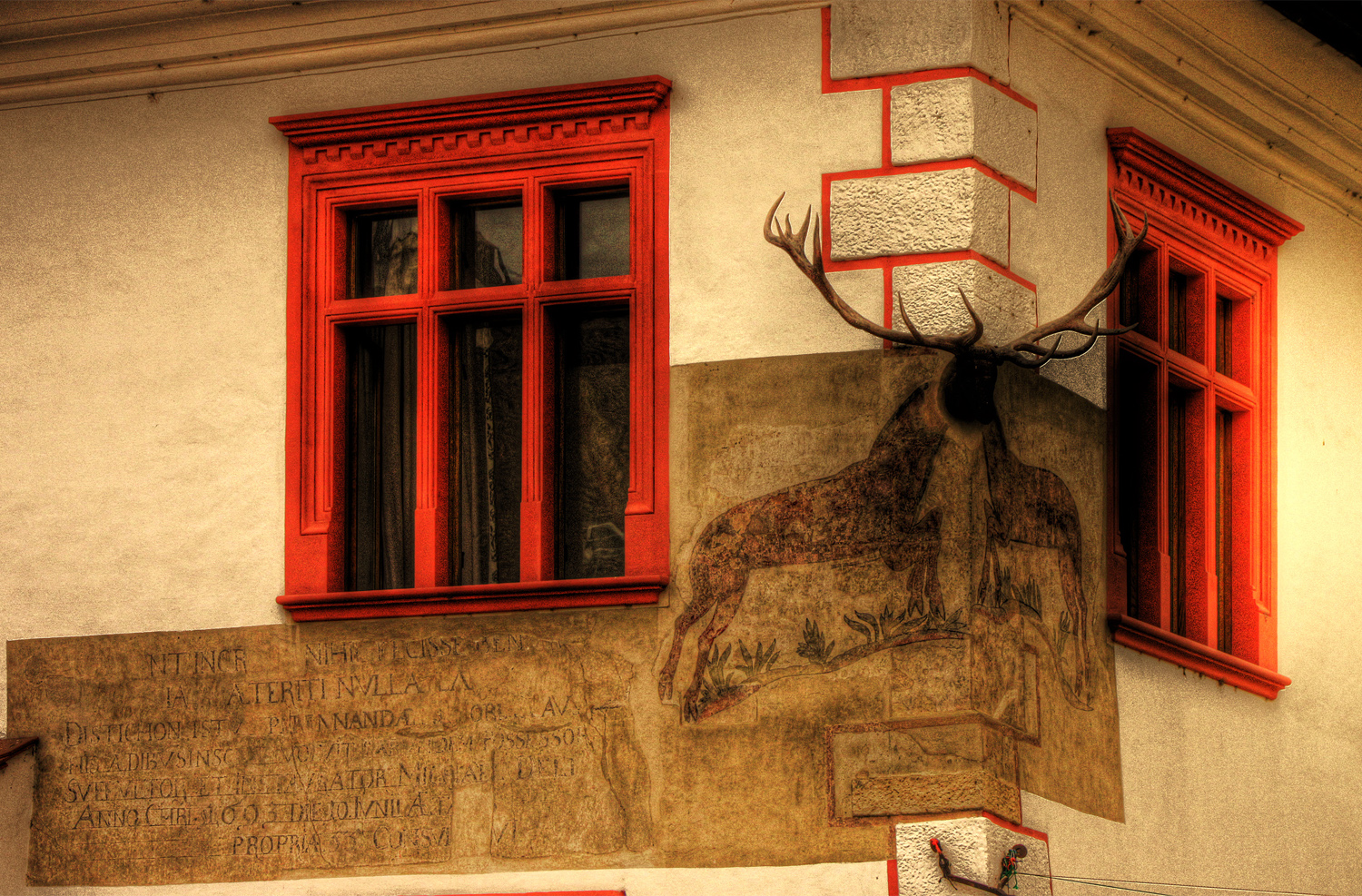
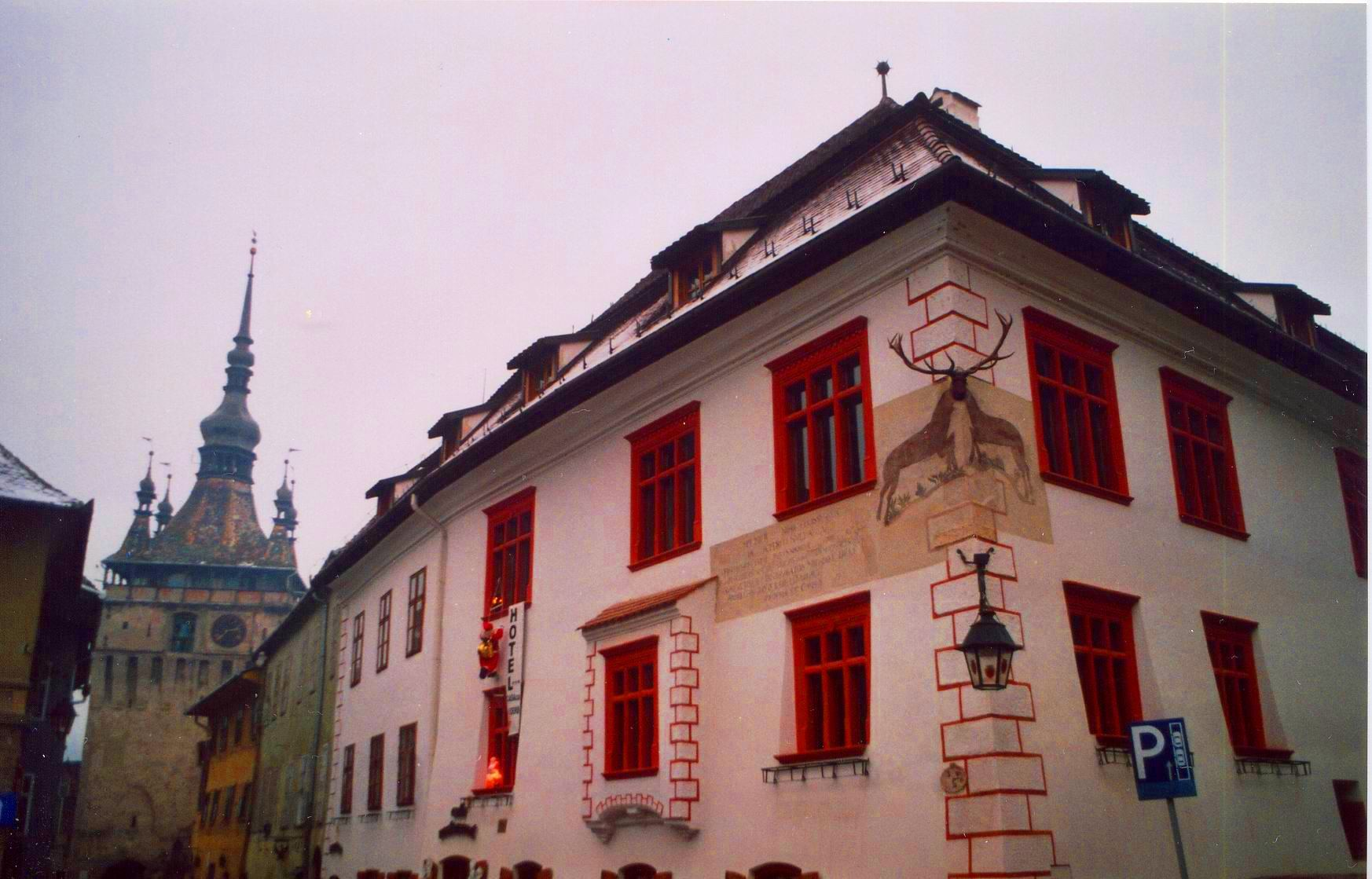
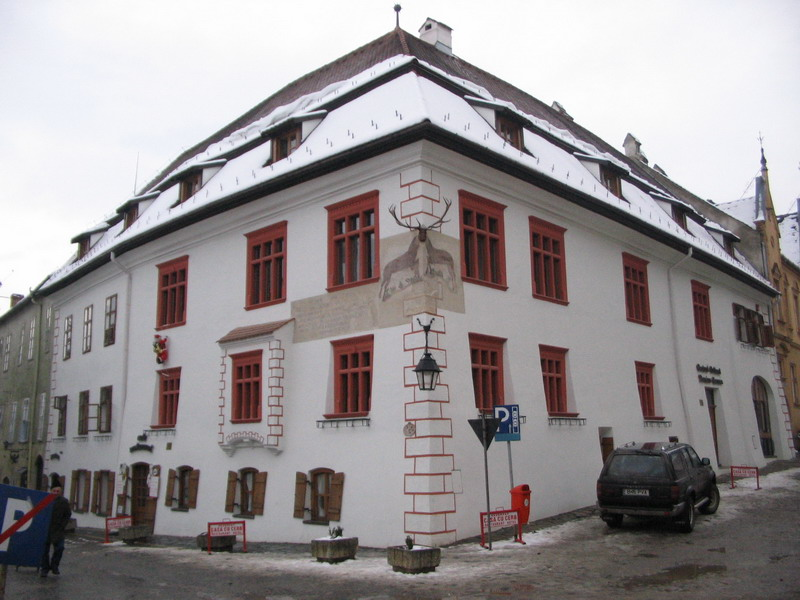
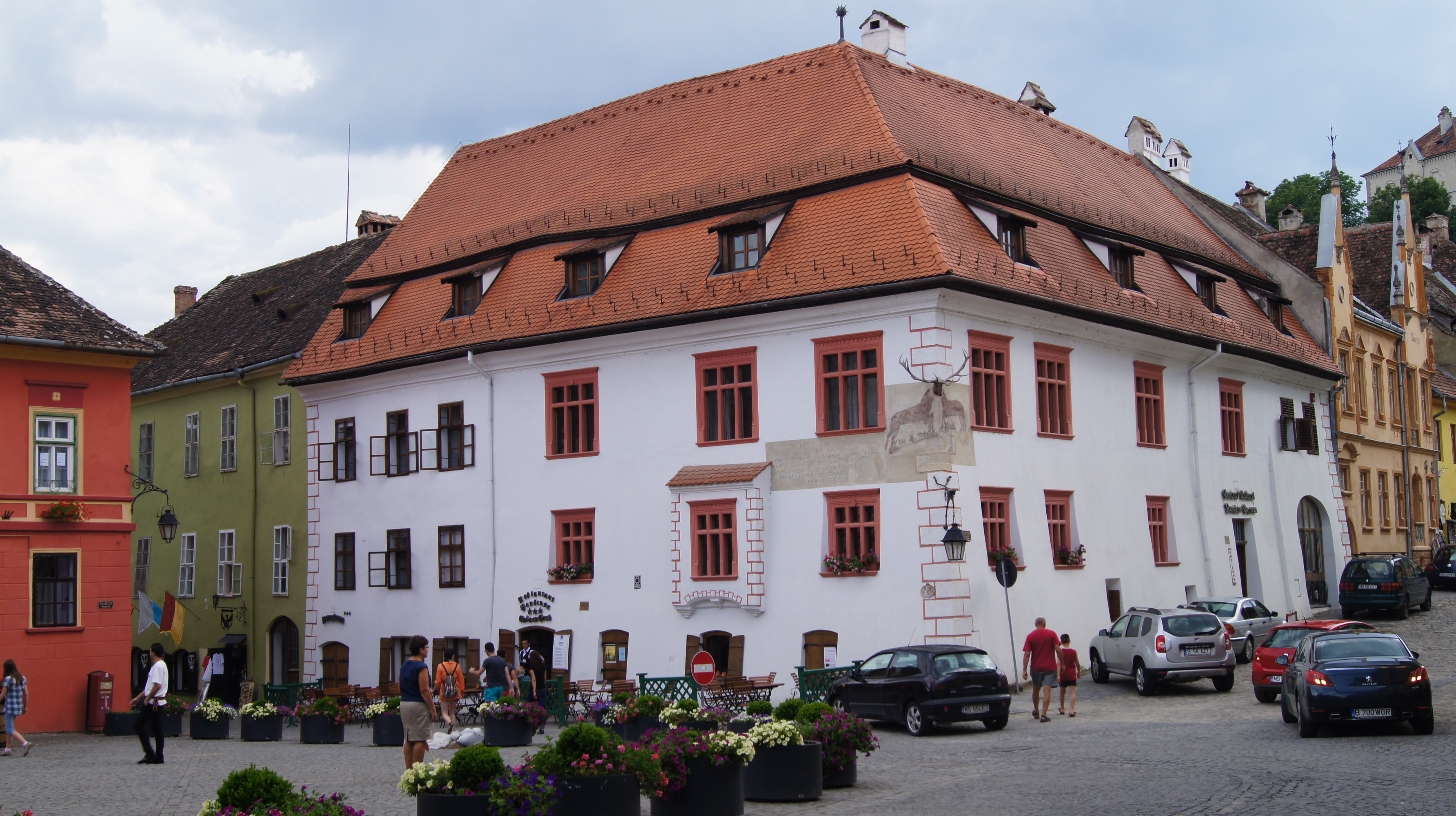